# Liwā' al Aghwār ash Shamālīyah
Liwā' al Aghwār ash Shamālīyah (arabiska: لواء الأغوار الشمالية) är ett departement i Jordanien.   Det ligger i guvernementet Irbid, i den norra delen av landet, 70 km nordväst om huvudstaden Amman.